# Bulbophyllum asperilingue
Bulbophyllum asperilingue là một loài phong lan thuộc chi Bulbophyllum.